# 格鲁瓦西
格鲁瓦西（法語：Groisy，法語發音：[ɡʁwazi]）是法国上萨瓦省的一个市镇，位于该省中部，属于阿讷西区。

## 地理
格鲁瓦西（46°1'6"N, 6°10'17"E）面积21.44 平方千米，位于法国奥弗涅-罗讷-阿尔卑斯大区上萨瓦省，该省份为法国东部省份，历史上为薩伏依的一部分，北与瑞士接壤，西接安省，南至萨瓦省，东与瑞士和意大利接壤。
与格鲁瓦西接壤的市镇（或旧市镇、城区）包括：沙尔沃内、克吕塞耶、维伊勒佩卢、菲利耶尔。
格鲁瓦西的时区为UTC+01:00、UTC+02:00（夏令时）。

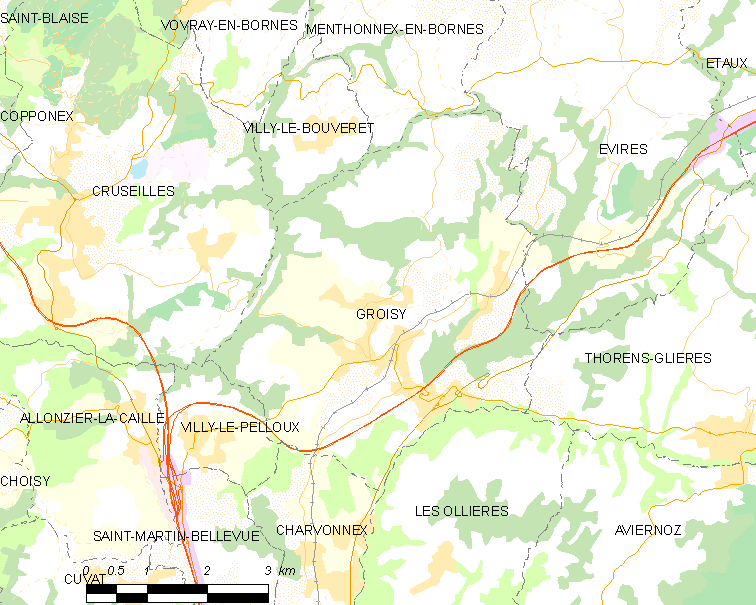
格鲁瓦西的OSM定位图

## 行政
格鲁瓦西的邮政编码为74570，INSEE市镇编码为74137。

## 政治
格鲁瓦西所属的省级选区为阿讷西第三县。

## 人口

1962-2008年间格鲁瓦西人口变化图示

格鲁瓦西于2022年1月1日时的人口数量为4044人。